# Tlalchitonatiuh
Tlalchitonatiuh ("sol de la tierra roja", de tlālli, tierra, suelo; chīltic, rojo; tōnatiuh o tōnatih, sol) era una dios mesoamericano asociado con el sol de poniente, cuando las estrellas comienzan a aparecer en el cielo nocturno. Tlalchitonatiuh fue adorado entre muchas culturas mesoamericanas, incluidos los mayas, pero se originó en la civilización tolteca.
Junto con Xolotl,Tlalchitonatiuh reinaba en la trecena decimosexta del tonalpohualli. Según el  Códice Ríos, se le representa simbólicamente como un joven con el sol sobre los hombros y la muerte y la oscuridad bajo los pies, representando el sol poniente. En el Códice Borgia Tlalchitonatiuh fue representado como Tlalchitecuhtli devorando la bolsa mortuoria solar.
Aparece representado en una escultura en forma de disco, que se expone en el Museo Nacional de los Indios Americanos (Smithsonian) de Nueva York.